# Тирский, Иннокентий Терентьевич
Иннокентий Терентьевич Тирский (1920—1997) — советский педагог, журналист, прозаик, поэт.

## Биография
Родился 23 февраля 1920 года в селе Тира Иркутской области в семье врача.
Своё детство провел в Намцах и Якутске, поэтому хорошо знал якутский язык, был творческим учеником. После окончания школы, в восемнадцать лет получил первую премию в конкурсе стихов для детей. В 1939 году по рекомендации председателя Союза писателей Якутии С. Р. Кулачикова и секретаря областного комитета ВКП(б) С. А. Бордонского поступил во Всесоюзный коммунистический институт журналистики в Ленинграде (ныне Ленинградский государственный институт журналистики имени В. В. Воровского). Обучаясь в институте, был призван в РККА. Участник советско-финляндской войны и присоединения Бессарабии. Участник Великой Отечественной войны с 1942 года. Получив несколько тяжёлых ранений, стал инвалидом войны и был демобилизован из действующей армии.
После войны окончил в Москве педагогический институт (ныне Московский педагогический государственный университет). По распределению был направлен в Якутскую АССР, где преподавал в школах в Амге и Олёкминске. В 1950—1952 годах был директором Чокурдахской средней школы.
С 1956 года Иннокентий Тирский являлся штатным сотрудником газеты «Ленский водник», проживал в Жатае, работал в школе. Выпустил несколько сборников стихов и рассказов, написал более двадцати очерков на тему войны.
Был награждён орденом Славы 3-й степени и медалями, в числе которых «За оборону Москву».
Умер в 1997 году. В рамках подготовки празднования 70-летия годовщины Победы в Великой Отечественной войне были проведены работы по установке мемориальной плиты Тирскому Иннокентию Терентьевичу.
В РГАЛИ имеются документы, относящиеся к И. Т. Тирскому.